# Roscommon
Roscommon (Irsk: Ros Comáin) er en irsk by i County Roscommon i provinsen Connacht, i den vestlige del af Republikken Irland med en befolkning (inkl. opland) på 5.017 indb. i 2006 (4.489 i 2002)
Bynavnet Roscommon har sin oprindelse fra helgenen St. Coman, som byggede et kloster her i det 5. århundrede. De nærliggende skovområder blev kendt kom St. Coman's Wood eller Ros Comáin på irsk. Den irske betegnelse for St. Comans Skov blev senere anglificeret, hvorefter byen fik navnet Roscommon.